# Procampylaspis compressa
Procampylaspis compressa is een zeekommasoort uit de familie van de Nannastacidae. De wetenschappelijke naam van de soort is voor het eerst geldig gepubliceerd in 1907 door Zimmer.